# 대한민국 민법 제213조
대한민국 민법 제213조는 소유물반환청구권에 대한 민법 물권법상 조문이다.

## 조문
제213조 (소유물반환청구권) 
소유자는 그 소유에 속한 물건을 점유한 자에 대하여 반환을 청구할 수 있다. 그러나 점유자가 그 물건을 점유할 권리가 있는 때에는 반환을 거부할 수 있다.

第213條(所有物返還請求權) 所有者는 그 所有에 屬한 物件을 占有한 者에 對하여 返還을 請求할 수 있다. 그러나 占有者가 그 物件을 占有할 權利가 있는 때에는 返還을 拒否할 수 있다.

Article 213 The Right of Replevin
The owner may demand return of the thing he or she owes to whom the thing was seized by. However, if the seizing person has the right to seize, the seizing person may refuse to return.

## 해설
임대차계약이 완료된 후에 임차인이 임차물을 반환하지 않는 경우, 소유자인 임대인은 임차인에 대하여 임대차계약에 기한 반환청구권(민법 제654조) 뿐만 아니라 본 조에 따라 소유권에 기한 반환청구권을 가진다.

## 사례
금속공예가 을은 보석반지를 만들었는데 갑에게 팔기 위해 가격을 흥정하였으나 합의를 이끌어 내는데 실패하였다. 이 경우 을은 갑에게 맡긴 반지의 반환을 청구할 수 있다

## 판례
- 소유권을 상실한 前소유자는 제3자인 불법점유자에게 대하여 물권적 청구권에 의한 방해배제를 청구할 수 없는 것이며, 前소유자가 그 목적물을 양수인에게 인도할 의무 있고 그 의무이행이 매매대금잔액의 지급과 동시이행관계에 있다거나 그 소유권의 양도가 방해배제 등 소송계속 중에 있었다고 하여도 다르지 아니하다.[2]

- 불법점유를 이유로 하여 그 명도 또는 인도를 청구하려면 현실적으로 그 목적물을 점유하고 있는 자를 상대로 하여야 하고, 불법점유자라 하여도 그 물건을 다른 사람에게 인도하여 현실적으로 점유를 하고 있지 않은 이상 그 자를 상대로 한 인도 또는 명도청구는 부당하다([3]

- 소유물을 불법점거하고 있는 자에 대하여는 그 불법점거의 형태가 어떠하든 즉 대리로서 점유하든 사실상의 지배를 하고 있는 한 그 사실상의 지배자를 상대로 소유자는 불법점거물의 물권적 반환청구를 할 수 있다.[4]

- 건물의 소유자가 그 건물의 소유를 통하여 타인 소유의 토지를 점유하고 있다고 하더라도 그 토지 소유자로서는 그 건물의 철거와 그 대지 부분의 인도를 청구할 수 있을 뿐, 자기 소유의 건물을 점유하고 있는 자에 대하여 그 건물에서 퇴거할 것을 청구할 수는 없다.[5]

- 민법 제746조는 단지 부당이득제도만을 제한하는 것이 아니라 동법 제103조와 함께 사법의 기본이념으로서, 결국 사회적 타당성이 없는 행위를 한 사람은 스스로 불법한 행위를 주장하여 복구를 그 형식 여하에 불구하고 소구할 수 없다는 이상을 표현한 것이므로, 급여를 한 사람은 그 원인행위가 법률상 무효라 하여 상대방에게 부당이득반환청구를 할 수 없음은 물론 급여한 물건의 소유권은 여전히 자기에게 있다고 하여 소유권에 기한 반환청구도 할 수 없고 따라서 급여한 물건의 소유권은 급여를 받은 상대방에게 귀속된다.[6]

- 소유권보존등기의 말소를 구하려면 먼저 그 말소를 구하는 사람이 말소를 청구할 수 있는 권원이 있음을 적극적으로 주장·입증하여야 하며, 만일 이러한 권원이 있음이 인정되지 않는다면 설사 소유권보존등기가 말소되어야 할 무효의 등기라고 하더라도 그 말소 청구를 인용할 수 없다.[7]

- 소유자가 자신의 소유권에 기하여 실체관계에 부합하지 아니하는 등기의 명의인을 상대로 그 등기말소나 진정명의회복 등을 청구하는 경우에, 그 권리는 물권적 청구권으로서의 방해배제청구권(민법 제214조)의 성질을 가진다. 그러므로 소유자가 그 후에 소유권을 상실함으로써 이제 등기말소 등을 청구할 수 없게 되었다면, 이를 위와 같은 청구권의 실현이 객관적으로 불능이 되었다고 파악하여 등기말소 등 의무자에 대하여 그 권리의 이행불능을 이유로 민법 제390조상의 손해배상청구권을 가진다고 말할 수 없다. 위 법규정에서 정하는 채무불이행을 이유로 하는 손해배상청구권은 계약 또는 법률에 기하여 이미 성립하여 있는 채권관계에서 본래의 채권이 동일성을 유지하면서 그 내용이 확장되거나 변경된 것으로서 발생한다. 그러나 위와 같은 등기말소청구권 등의 물권적 청구권은 그 권리자인 소유자가 소유권을 상실하면 이제 그 발생의 기반이 아예 없게 되어 더 이상 그 존재 자체가 인정되지 아니하는 것이다. 이러한 법리는 이 사건 선행소송에서 이 사건 소유권보존등기의 말소등기청구가 확정되었다고 하더라도 그 청구권의 법적 성질이 채권적 청구권으로 바뀌지 아니하므로 마찬가지이다.[8]

## 참고문헌
- 임건면. (2006). 민법 제213조의 소유물반환청구권과 관련한 몇 가지 문제점에 관한 소고. 중앙법학, 8(4), 213-236.

## 같이 보기
- 대한민국 민법 제654조
- 대한민국 민법 제741조 부당이득의 내용